# Bergeijk
Bergeijk  è una municipalità dei Paesi Bassi di 18 064 abitanti situata nella provincia del Brabante Settentrionale, sviluppata in un'area di 103 km quadrati con una densità di 175 abitanti per km quadrato.
Fino al 1998 la città adottava la vecchia nominazione "Bergeyk". Bergeijk è tendenzialmente un comune agricolo, ma il turismo sta lentamente guadagnando importanza. La lingua parlata è il Kempenlands (un dialetto brabantino orientale, molto simile all'olandese colloquiale).
Bergeijk è tradizionalmente una zona agricola, ma il turismo e le attività ricreative stanno acquisendo sempre più importanza. Tra le strutture del comune di Bergeijk c'è un parco di bungalow nel villaggio di Westerhoven. La cittadina è nota nei Paesi Bassi per un programma della radio nazionale: Radio Bergeijk, una parodia della radio locale.

## Geografia antropica

### Frazioni
| N. | Frazione    | Abitanti |
| -- | ----------- | -------- |
| 1  | Bergeijk    | 4493     |
| 2  | Loo         | 604      |
| 3  | Weebosch    | 351      |
| 4  | Luyksgestel | 1486     |
| 5  | Riethoven   | 1239     |
| 6  | Westerhoven | 1007     |
|    | Totale      | 9180     |